# Redigobius dispar
Redigobius dispar es una especie de pez de la familia de los Gobiidae en el orden de los Perciformes.

## Morfología
Los machos pueden llegar a alcanzar los 5,5 cm de longitud total.

## Hábitat
Es un pez de Clima tropical y bentopelágico.

## Distribución geográfica
Se encuentra en las Filipinas, Indonesia y  Micronesia.

## Observaciones
Es inofensivo para los humanos.